# Plusregio

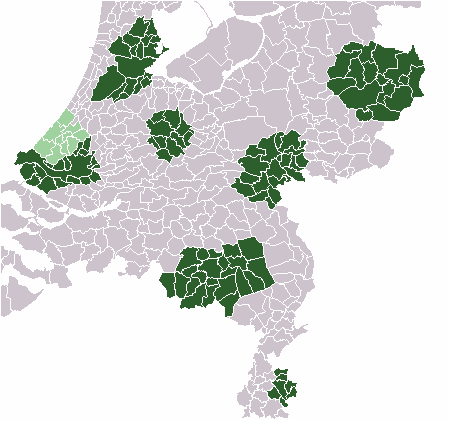
Plusregio's

Een plusregio (ook wel stadsregio genoemd) was een regionaal openbaar lichaam van verscheidene Nederlandse gemeenten in een stedelijk gebied waaraan wettelijke taken waren toebedeeld op grond van hoofdstuk XI (11) van de wet gemeenschappelijke regelingen. De plusregio gold als de zwaarste vorm van regionale samenwerking. De plusregio's zijn op 1 januari 2015 afgeschaft, het genoemde hoofdstuk van de wet is toen vervallen. Sommige plusregio's zijn helemaal opgeheven; in andere gevallen kwam er een andere vorm van samenwerking voor in de plaats.

## Bestuurlijke achtergrond
In de jaren 1990 leefde de gedachte om in bepaalde stedelijke gebieden tot de vorming van stadsprovincies te komen, mengvormen van provincies en gemeenten. Onder de Kaderwet bestuur in verandering (1994) zijn toen een aantal regionale openbare lichamen ingesteld die op termijn stadsprovincies moesten gaan vormen.
De Kaderwet is per 1 januari 2006 vervallen. In plaats hiervan bevatte de nieuwe Wet gemeenschappelijke regelingen (Wgr) een aantal bepalingen over samenwerking in zogeheten plusregio’s (hoofdstuk XI). De oude Kaderwetgebieden golden sindsdien krachtens de nieuwe regels van de Wet gemeenschappelijke regelingen, aangeduid met Wgr-plus, WGR+, of variaties hierop.
Bestuurlijk gezien was de plusregio een extra bestuurslaag, naast het Rijk, de provincies, de gemeenten en de waterschappen. Het bestuur van een plusregio werd niet rechtstreeks door de burger gekozen. Het ontbreken van een rechtstreeks gekozen bestuur werd in democratisch opzicht als nadeel gezien.

## Betrokkenheid provincie en minister BZK
De vorming van een nieuwe plusregio ging als volgt:
- Een meerderheid van betrokken gemeenten verzocht de Provincie alle gemeenten uit te nodigen tot het vormen van een plusregio volgens de regels van de wet gemeenschappelijke regelingen.
- De Provincie toetste of er een plusregio nodig was voor de ruimtelijke afstemming over volkshuisvesting, bedrijfsvestiging, verkeer en vervoer, recreatie of stedelijk groen.
- Als dat het geval bleek, nodigde de Provincie alle gemeenten uit binnen een half jaar samen een nieuwe plusregio te vormen. Gemeenten konden gedwongen worden deel te nemen. De Provincie en het Ministerie van Binnenlandse Zaken (BZK) moesten een bericht publiceren in de Staatscourant als een plusregio was gevormd. De minister van BZK hield een register bij van plusregio’s. Doel hiervan was dat op één centrale plaats kon worden nagegaan welke plusregio’s er waren en wat hun taken en bevoegdheden waren.

## Wettelijke taken plusregio's
Naast genoemde ruimtelijke afstemming waren er voor de economische ontwikkeling van de regio de volgende wettelijke taken:
- het periodiek opstellen van een regionaal-economische ontwikkelingsstrategie
- het vaststellen van beleid voor bedrijventerreinen, kantoorlocaties en detailhandelsvoorzieningen die van regionaal belang waren, daaronder ook begrepen de zee- en luchthavens en bijbehorende bedrijfslocaties
- het op hoofdlijnen vaststellen van een regionaal promotie- en acquisitiebeleid gericht op bedrijfsvestiging en toerisme.

Daarnaast was er ook een regionaal grondbeleid met regels voor :
- het verwerven, onderhoud, beheer en uitgeven van gronden
- de aanleg van nutsvoorzieningen en hoe kosten daarvan verhaald dienden te worden, inclusief hoe de financiële gevolgen werden verdeeld over de gemeenten

## Betrokkenheid gemeenten
Gemeenten hadden de volgende taken:
- genoemde betrokkenheid bij oprichting, wijziging en opheffing
- het benoemen van leden van het algemeen bestuur van een plusregio.
- instemmen met de begroting en jaarrekening van de plusregio.
- samenwerken met de plusregio zelf en regiogemeenten, met name. op de doeluitkeringen van het Rijk.
- de verplichting mee te werken aan de uitvoering van besluiten van de plusregio.

## Kosten en middelen
Er woonden in 2008 ruim 6,4 miljoen inwoners in 112 gemeenten in 8 plusregio's. In 2009 ging ervan uit het Rijk via doeluitkeringen € 1,741 miljard naar WGR-plusregio's. Het overgrote deel van deze middelen werd doorgegeven naar deelnemende gemeenten.
In stadsregio Amsterdam waren de kosten van de plusregio jaarlijks € 2,20 per inwoner en dat was het laagste bedrag per inwoner van alle plusregio's. Stadsregio Den Haag rekende bijvoorbeeld € 5,60 per inwoner, Rotterdam € 4,99 en Eindhoven trok dit de daaropvolgende jaren op naar € 7. De kosten van stadsregio's bedroegen dus tussen de € 13 miljoen en €30 miljoen euro per jaar. Omdat het een gemeenschappelijke regeling tussen gemeenten betrof, namen gemeenten het merendeel van de kosten voor hun rekening. Provincies betaalden echter ook mee.

## Overzicht plusregio's
Op 1 januari 2006 verkregen de samenwerkingsgebieden rond Amsterdam, Rotterdam, Den Haag, Utrecht, Eindhoven, Enschede en Hengelo, en Arnhem en Nijmegen de status van plusregio. Tot die datum was de samenwerking in deze gebieden gebaseerd op de Kaderwet bestuur in verandering.
Met de publicatie in de Staatscourant van 23 maart 2006 was ook Parkstad Limburg, het verstedelijkt gebied rond Heerlen, een officiële plusregio geworden. In april 2014 raakte het samenwerkingsverband deze status echter weer kwijt.

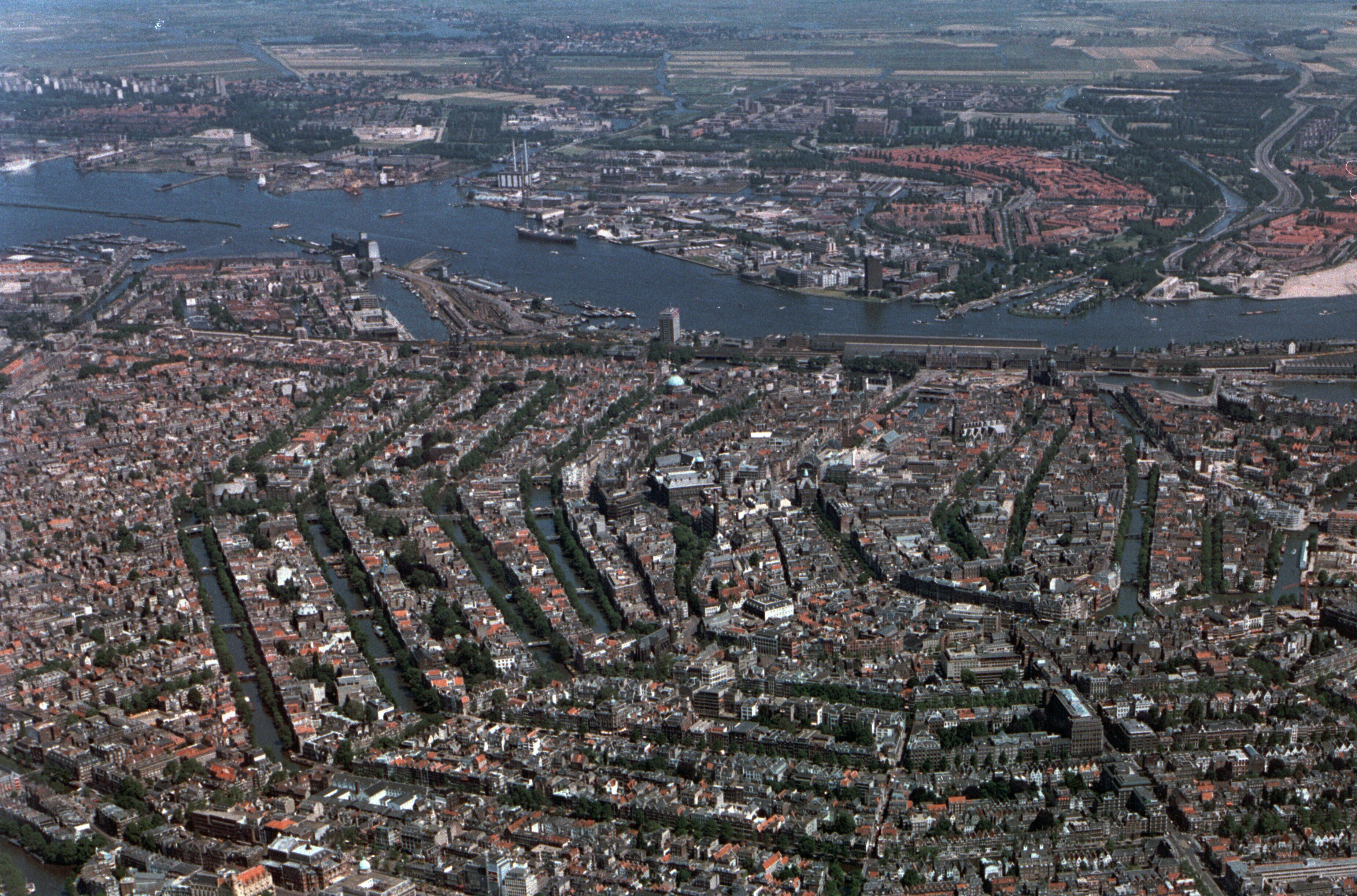
Amsterdam

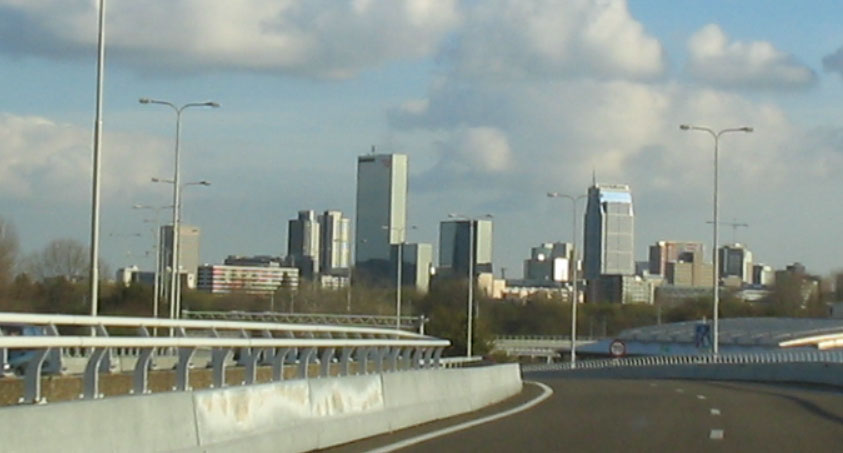
Rotterdam

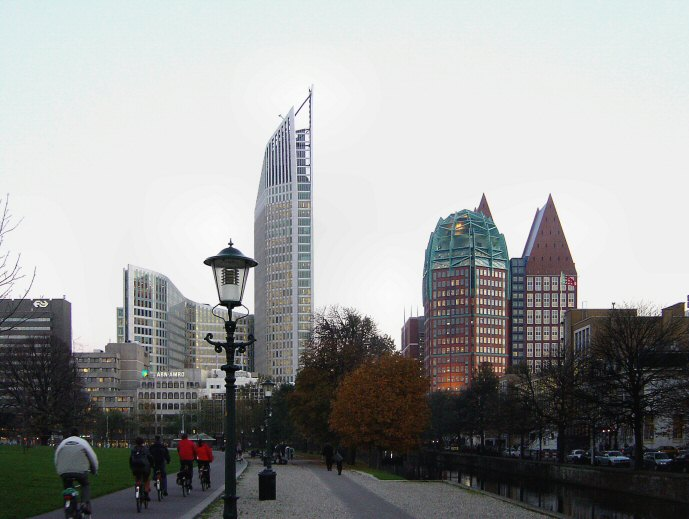
Den Haag

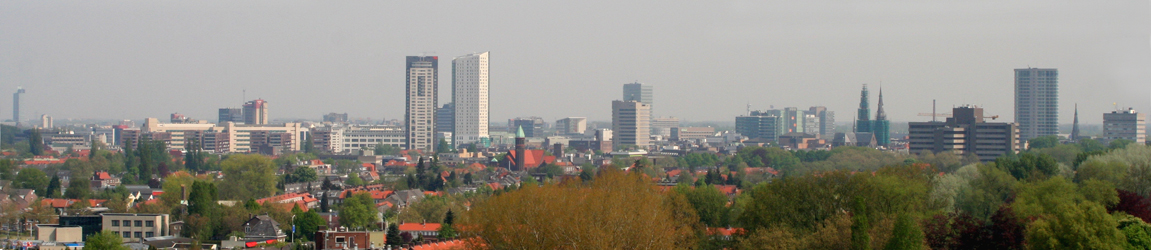
Eindhoven

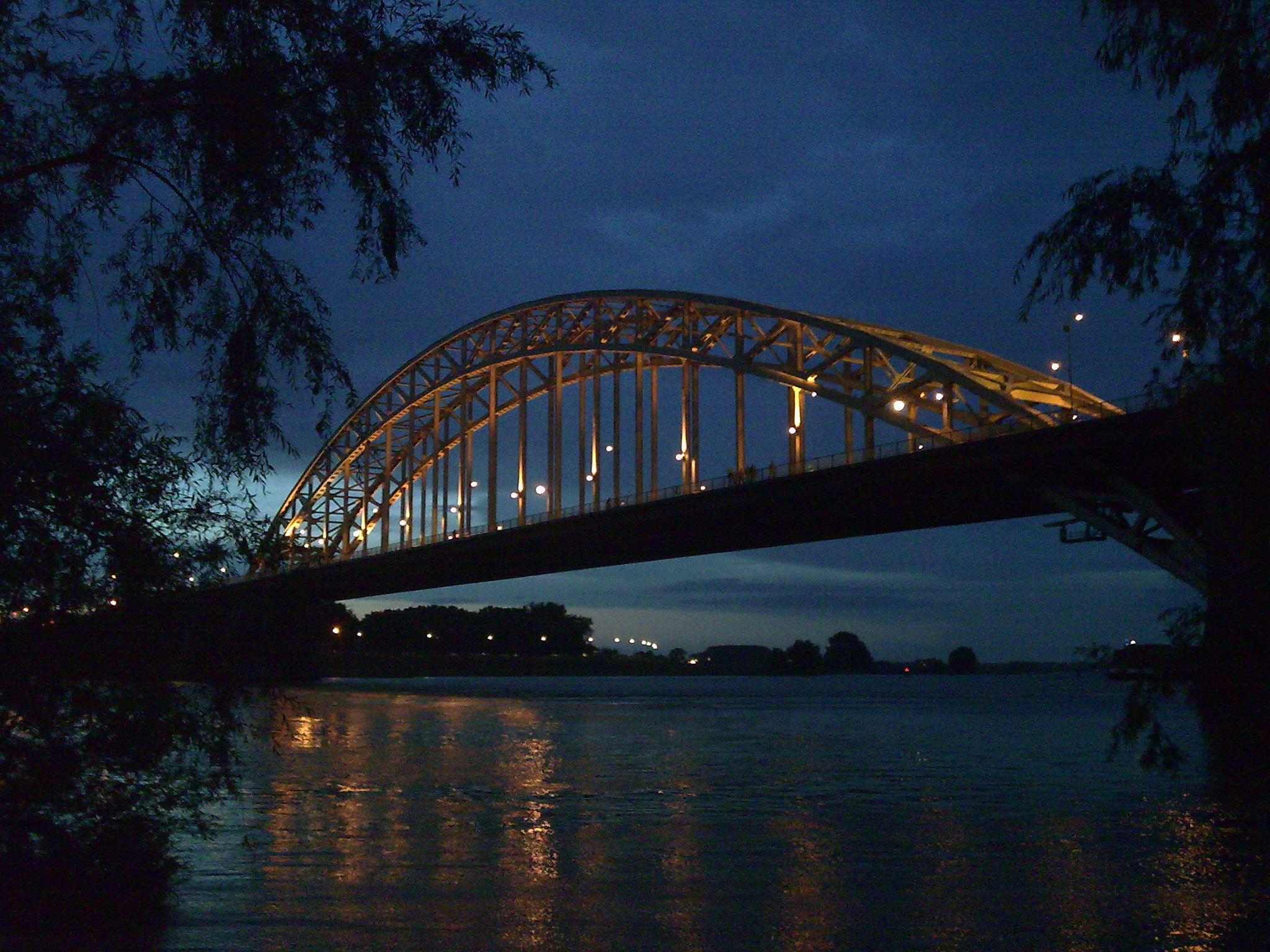
Arnhem-Nijmegen

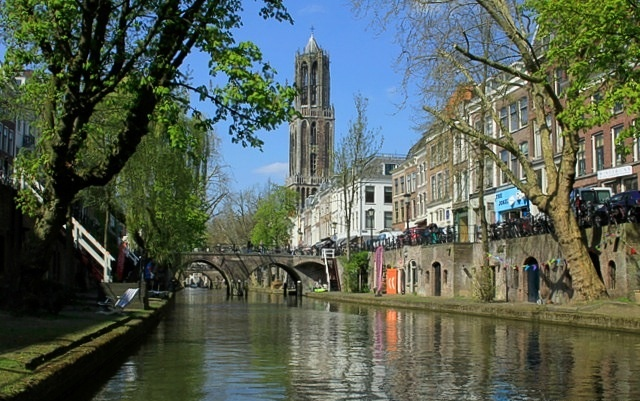
Utrecht

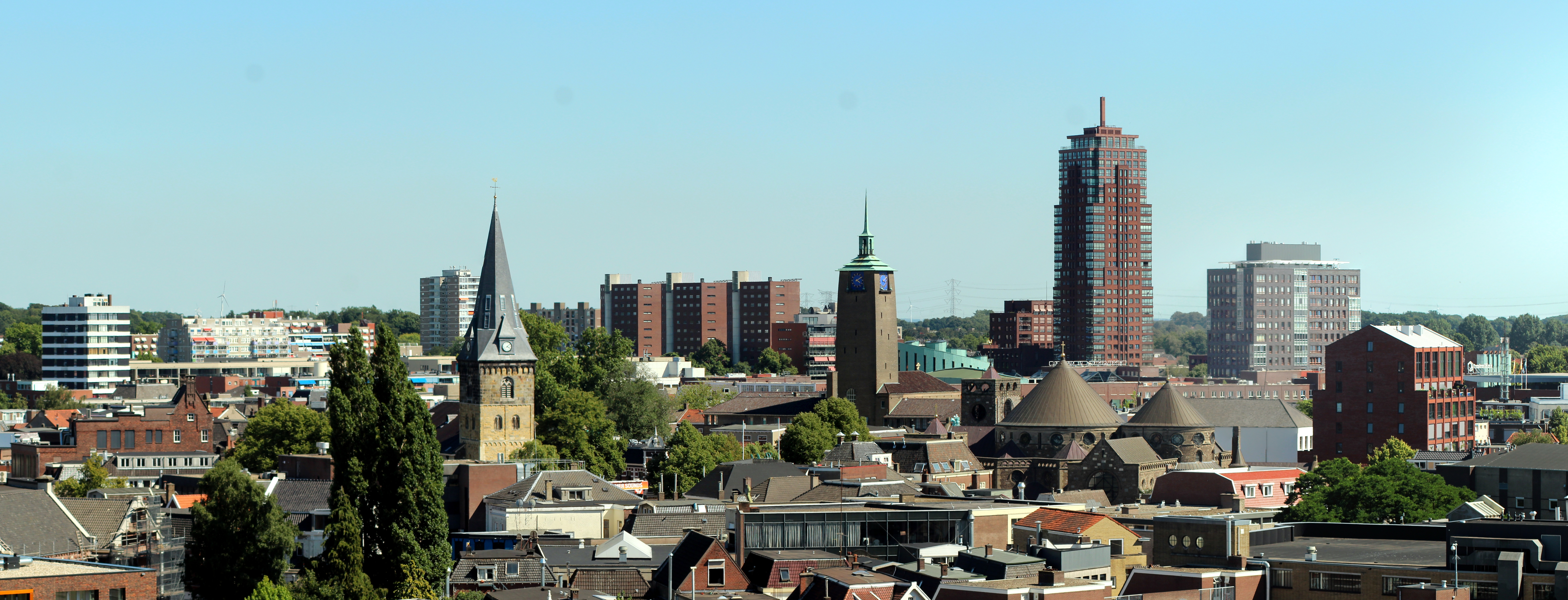
Twente (Enschede)

|    | Plusregio                            | Provincie     | Gemeenten | Inwonertal |
| -- | ------------------------------------ | ------------- | --- | ---------- |
| 1. | Stadsregio Amsterdam                 | Noord-Holland | Amsterdam, Zaanstad, Haarlemmermeer, Amstelveen, Purmerend, Aalsmeer,Edam-Volendam, Uithoorn, Diemen, Waterland, Wormerland, Ouder-Amstel, Landsmeer, Oostzaan, Beemster                                                            | 1.484.893  |
| 2. | Stadsregio Rotterdam                 | Zuid-Holland  | Rotterdam, Schiedam, Spijkenisse, Vlaardingen, Capelle aan den IJssel, Lansingerland, Barendrecht, Ridderkerk, Maassluis, Krimpen aan den IJssel, Albrandswaard, Voorne aan Zee, Bernisse                                           | 1.231.859  |
| 3. | Stadsgewest Haaglanden               | Zuid-Holland  | Den Haag, Zoetermeer, Westland, Delft, Leidschendam-Voorburg, Rijswijk, Pijnacker-Nootdorp, Wassenaar (gemeente), Midden-Delfland                                                                                                   | 1.062.974  |
| 4. | Samenwerkingsverband Regio Eindhoven | Noord-Brabant | Eindhoven, Helmond, Veldhoven, Geldrop-Mierlo, Deurne, Valkenswaard, Best, Gemert-Bakel, Nuenen, Laarbeek, Cranendonck, Bladel, Someren, Eersel, Bergeijk, Oirschot, Waalre, Asten, Son en Breugel, Heeze-Leende, Reusel-De Mierden | 753.426    |
| 5. | Stadsregio Arnhem Nijmegen           | Gelderland    | Arnhem, Nijmegen, Lingewaard, Overbetuwe, Rheden, Wijchen, Montferland, Zevenaar, Renkum, Duiven, Beuningen, Berg en Dal, Heumen, Westervoort, Doesburg, Mook en Middelaar, Rozendaal                                               | 747.075    |
| 6. | Bestuur Regio Utrecht                | Utrecht       | Utrecht, Nieuwegein, Zeist, Houten, De Bilt, Stichtse Vecht, IJsselstein, Vianen, Bunnik | 681.181    |
| 7. | Regio Twente                         | Overijssel    | Enschede, Hengelo, Almelo, Rijssen-Holten, Hellendoorn, Hof van Twente, Twenterand, Oldenzaal, Dinkelland, Haaksbergen, Wierden, Losser, Borne, Tubbergen                                                                           | 625.840    |

## Afschaffing
Minister Liesbeth Spies van BZK liet in een Kamerbrief van 1 maart 2012 weten: "Uitgangspunt van het kabinet" (Kabinet-Rutte I) "is een bestuurlijke inrichting die bestaat uit twee niveaus van algemeen bestuur onder het Rijk. In een dergelijke benadering passen geen blijvende, naar een zelfstandige bestuurslaag op bovenlokaal niveau tenderende Wgr-plusregio’s (...). Vrijwillige samenwerking op basis van de gehandhaafde hoofdstukken van de Wgr blijft uiteraard mogelijk, want die doet geen afbreuk aan het uitgangspunt dat er drie bestuurslagen van algemeen bestuur zijn." De intrekkingswet Wgr-plus maakte op 1 januari 2015 een einde aan de verplichte samenwerking in de acht Wgr-plusregio’s en het rechtstreeks toedelen van taken aan deze regio's; het hele hoofdstuk XI in de Wgr over de plusregio's is toen vervallen. Om vergelijkbare redenen werden de deelgemeenten op 19 maart 2014 afgeschaft, om het ontstaan van een vierde bestuurslaag onder die van gemeenten te voorkomen.
De bestaande plusregio's zijn verschillend omgegaan met de afschaffing: de regio Utrecht is opgeheven, de taken zijn teruggegaan naar provincie en/of gemeenten. De Stadsregio Arnhem Nijmegen, die de verkeerstaken reeds per 1 januari 2015 aan de provincie Gelderland had teruggegeven, vormde zich tussen december 2015 en juni 2017 om tot een afgeslankte Regio Arnhem Nijmegen: zo werd op 22 juni 2017 de Stadsregioraad opgeheven, maar het Portefeuillehoudersoverleg (PFO) werd voortgezet. In de Regio Twente heeft men een nieuwe gemeenschappelijke regeling getroffen. Hetzelfde gold voor Eindhoven, maar daar koos men een nieuwe naam voor het nieuwe orgaan: de Metropoolregio Eindhoven. De regio's Rotterdam en Haaglanden zijn samengegaan tot de nieuwe Metropoolregio Rotterdam Den Haag. Ook in Amsterdam hanteert men al sinds 2007 de term 'Metropoolregio Amsterdam', maar dat is een informeel samenwerkingsverband dat meer gemeenten omvat dan de Stadsregio; deze laatste is overgegaan in de Vervoerregio Amsterdam. In 2021 is in de Regio Arnhem Nijmegen een nieuwe gemeenschappelijke regeling van start gegaan met de naam Groene Metropoolregio Arnhem-Nijmegen.

## Andere stedelijke gebieden
Behalve de plusregio's waren er in Nederland ook andere stadsgewesten. Dit zijn o.a.:
- Stadsgewest Haarlem
- Regiovisie Groningen-Assen
- Holland Rijnland
- Drechtsteden
- Breda-Tilburg
- Stedendriehoek
- Stedelijke regio Waalboss ('s-Hertogenbosch, Oss en Waalwijk)
- Stadsregio Leeuwarden
- Stadsgebied Middelburg-Vlissingen
- Agglomeratie Alkmaar[6]
- Agglomeratie Hilversum[6]